# Хромий Этнейский
Хромий (др.-греч. Χρομιός) — сицилийский военачальник и государственный деятель первой половины V века до н. э.

## Военно-политическая карьера
Известен благодаря одам Пиндара и схолиям к Пиндару, использующим материалы работ Тимея.
Начинал военную карьеру вместе с Гелоном в войске тирана Гиппократа, вероятно, отличился в битве при Гелоре в ходе гелойско-сиракузской войны.
Был приближенным Гелона, который выдал за него замуж свою сестру; вероятно, вместе с другим зятем тирана, Аристоном, Хромий управлял Гелой, когда Гелон перенес свою резиденцию в Сиракузы.
В 477 до н. э. был направлен Гиероном I с дипломатической миссией к тирану Регия Анаксилаю; пригрозив вторжением, убедил его прекратить войну с Локрами.
В 476 до н. э. был назначен наставником Диномена Младшего, несовершеннолетнего сына Гиерона, поставленного тираном в Этне, и фактически управлял городом.
В 474 до н. э., по-видимому, командовал флотом Гиерона в битве с этрусками и карфагенянами при Кумах, где греки сокрушили этрусскую талассократию.

## Оды Пиндара
Хромию адресованы две Немейские оды Пиндара. В Первой («Геракл-младенец») он воспевает победу Хромия в конном беге на Немейских играх.
Так как списки немейских чемпионов не сохранились, её датируют примерно 476 до н. э., исходя из содержания. Поэт сравнивает победу Хромия с первым из подвигов Геракла, задушившего в колыбели двух змей, посланных Герой.
Девятая («Адраст») посвящена победе в гонках колесниц на Сикионских играх ок. 474 до н. э. Хромий сравнивается с героем Адрастом, участником похода Семерых на Фивы, а также в оде упоминаются новооснованное поселение в Этне и победы заказчика в различных сражениях.

## В беллетристике
Хромий выведен в качестве второстепенного персонажа, сопровождающего своего шурина Гиерона на 76-х Олимпийских играх в 476 до н. э. в романе Яна Парандовского «Олимпийский диск».
Габриеле Д'Аннунцио в поэме «Майя» (1903), подражая стилю Пиндара, упоминает Хромия вместе с двумя другими победителями, прославившими Сицилию.